# Sirmax
Sirmax S.p.a è un'azienda chimica Italiana, fondata nel 1964 a Cittadella, attiva nella ricerca, sviluppo e produzione di polimeri termoplastici.
Gli impianti produttivi italiani si trovano a Cittadella, San Vito al Tagliamento, Tombolo, Salsomaggiore Terme, Mellaredo di Pianiga, mentre all'estero due ad Anderson negli Stati Uniti d'America, San Paolo in Brasile, Palwal e Valsad in India e due a Kutno, in Polonia.

## Storia
Sirmax S.p.A. nasce dalla fusione di due aziende: Sirte e Maxplast. Nella primavera del 2006, avvia uno stabilimento a Kutno, in Polonia, gestito dalla società Sirmax Polska Sp. Z o.o., interamente controllata da Sirmax. Nel 2017 Sirmax sigla una joint venture con Autotech Polymers, del gruppo Tipco, azienda specializzata in compound di polipropilene ed altri tecnopolimeri nei settori dell'elettrodomestico e dell'industria automobilistica del territorio indiano con stabilimenti a Valsad (Mumbai) e Palwal (Delhi).

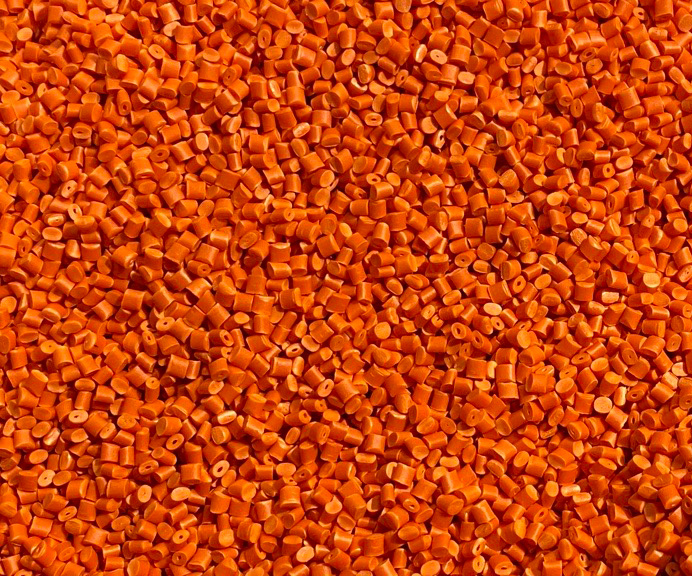
Compound termoplastico

## Sviluppo
Dal 2019 Sirmax sviluppa soluzioni circolari e sostenibili attraverso l'acquisizione di SER, azienda di rigenerazione di materie plastiche da post-consumo di Salsomaggiore Terme. Il modello di SER è stato replicato in America, costituendo SER North America ad Anderson, nello stato dell'Indiana, di fianco all'impianto di produzione di compound a base di polipropilene già attivo dal 2015. Sempre nello stesso anno, il Gruppo entra nel segmento dei biopolimeri rilevando Microtec, azienda di Mellaredo di Pianiga, attiva nella formulazione di bioplastiche compostabili e biodegradabili e concentrati di colore o di additivi per materie plastiche per sacchetti e imballaggi flessibili.